# AEG-Hochhaus

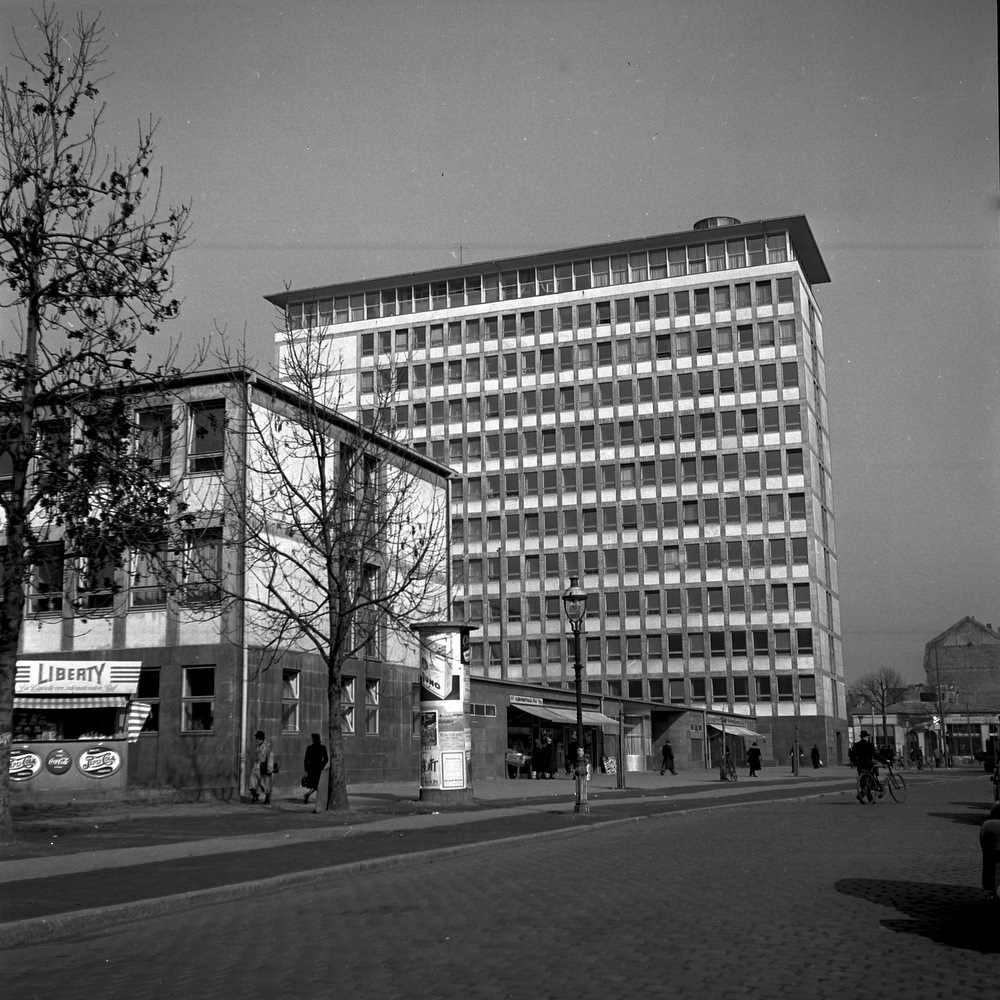
AEG-Hochhaus, Aufnahme aus den 1950er Jahren. Aufgenommen von der Ecke Gartenstraße/Vogelweidstraße

Das 45 Meter hohe AEG-Hochhaus (ursprünglich Hochhaus Süd) in Frankfurt am Main befand sich am Theodor-Stern-Kai unmittelbar am Ufer des Mains. Es wurde 1951 fertiggestellt und war rund drei Jahre das höchste Hochhaus in Frankfurt, bis diesen Rang der 69 Meter hohe Westturm des Fernmeldezentrums (Abriss 2004) übernahm.
Die Zentralverwaltung West der AEG in Frankfurt/Main, nach dem Zweiten Weltkrieg neben Berlin Unternehmenssitz des Elektrokonzerns, war in dem Gebäudeensemble aus Hochhaus und einem bereits Ende der 1920er Jahre gebauten Seitenflügel untergebracht. Beide Gebäude wurden 1999 für den Bau des Bürozentrums „Allianz-Kai“ abgerissen.

## (Fast-)Bundesarbeitsministerium
Nach der Berlin-Blockade zeichnete sich die Deutsche Teilung deutlich ab. Frankfurt sah sich als Favorit im Wettbewerb um den Sitz der Bundesregierung der neu errichteten Bundesrepublik Deutschland. Neben der Historie als Krönungsstadt der römisch-deutschen Kaiser und der zentralen Lage in Westdeutschland warb Frankfurt mit seiner Infrastruktur. 90 % der für einen Regierungssitz benötigten Gebäude bestünden schon, war ein wesentliches Argument Frankfurts. Für 135 Millionen DM waren Immobilien errichtet worden. So war ein Plenarsaal sowie 64.000 Quadratmeter Bürofläche für die Ministerien errichtet worden.
In diesem Kontext hatte die Landesarbeitsverwaltung als künftigen Sitz des Bundesarbeitsministeriums das Hochhaus Süd am Theodor-Stern-Kai 1 begonnen. Mit seinen 12 Geschossen überragte es das Gewerkschaftshaus an der Wilhelm-Leuschner-Straße auf der anderen Mainseite und das I.G.-Farben-Haus (Poelzig-Bau) neben dem Grüneburgpark im Westend. 
Mit dem Entscheidung des Bundestages in der Hauptstadtfrage für Bonn vom 3. November 1949 entfiel die vorgesehene Nutzung.

## AEG-Zentralverwaltung West
Das spätere AEG-Hochhaus wurde von 1949 bis 1951 nach Plänen der Architekten Adolf Heinrich Assmann und Hans Bartolmes von Wayss & Freytag errichtet. Das gesamte Gebäudeensemble bestand aus dem namengebenden zwölfstöckigen Turm – mit 45 Metern Höhe zu dieser Zeit das höchste Bürohaus Frankfurts – und dem bereits 1929/1930 von Ernst Balser geplanten und zwischen dem Theodor-Stern-Kai und Gartenstraße gebauten Seitentrakt mit anfangs drei Obergeschossen. Ursprünglich sollte in den 1920er Jahren auf dem Gelände die von Martin Elsaesser entworfene Kunstgewerbeschule entstehen, was aber auf Grund der Wirtschaftslage verworfen wurde.
Der am 27. April 1951 eingeweihte Turm bildete städtebaulich den südlichen Brückenkopf der im selben Jahr fertiggestellten neuen Friedensbrücke. Die Gebäude wurden in Betonskelettweise errichtet. Das unverkleidete, dunkelgrau gestrichene Gerippe kontrastierte mit hellen Platten und griff mit dem entstehenden Gitterraster ein beliebtes architektonisches Gestaltungsmittel der 1950er Jahre auf. Die oberen Geschosse des Turms übernahm der Elektrokonzern AEG zunächst zur Miete, während der westlich angrenzende Seitentrakt und die Sockelgeschosse Sitz des Arbeitsamts und der Allgemeinen Ortskrankenkasse (AOK) von Frankfurt wurden. 1957 kaufte die AEG das ganze Bauensemble und ließ es für ihre Erfordernisse von den Architekten Hans Bartolmes und Ernst Balser umbauen, die hierfür den Seitentrakt um zwei Geschosse aufstockten. Als Alleinnutzer verfügte die AEG nun über 4.400 Quadratmeter Bürofläche. Die AEG behielt zwar pro forma auch ihren alten Unternehmenssitz Berlin, aber die Frankfurter Zentralverwaltung West war faktisch die Konzernzentrale. 450 AEG-Mitarbeiter arbeiteten im Hochhaus, das durch Paternoster erschlossen war, weitere 450 im benachbarten Trakt.
1988 ging der AEG-Konzern ganz in das Eigentum der Daimler-Benz AG über. Das Gebäude und der angrenzende Komplex wurde an die Allianz-Versicherung verkauft und dann angemietet (Sale-Lease-Back). Mit der Auflösung der Elektrokonzerns 1996 nach dessen Fusion mit Daimler-Benz stand die ehemalige Firmenzentrale leer und die Allianz beschloss, einen Neubau zur eigenen Nutzung zu errichten. Nach dem Abriss im Jahr 1999 schufen Hentrich, Petschnigg und Partner mit dem „Allianz-Kai“ dort ein neues Büro- und Dienstleistungszentrum.